# René Charvin
Pour les articles homonymes, voir Charvin.
René Charvin, né le 20 octobre 1926 à Chambéry (Savoie) et mort le 30 janvier 2007 à Crémieu (Isère), est un écrivain français, auteur de littérature érotique, de roman policier, de roman d'espionnage et de littérature religieuse pour la jeunesse.

## Biographie
Auteur prolifique de romans de gare érotiques, il écrit plusieurs séries dans ce genre, dont celle de Belle « qui ne connaît d'autres règles que le plaisir ». Il publie également deux romans policiers, La Chair fraîche en 1979 et Un crime au couvent en 1992 racontant l'histoire d'une fillette violée et assassinée en 1847.

## Œuvre

### Romans

#### SérieLa Panthère
- La Panthère sort ses griffes, Éditions de l'Arabesque, coll. « Espionnage, action, policier » no 283. (1954)
- La Panthère chasse à Londres, Éditions de l'Arabesque, coll. « Espionnage, action, policier » no 292. (1954)
- La Panthère fait patte de velours, Éditions de l'Arabesque, coll. « Espionnage, action, policier » no 303 (1954)
- Signé : La Panthère, Éditions de l'Arabesque, coll. « Espionnage, action, policier » no 312 (1954)
- La Panthère veut sa proie, Éditions de l'Arabesque, coll. « Espionnage, action, policier » no 326 (1954)
- La Panthère hurle avec les loups, Éditions de l'Arabesque, coll. « Espionnage, action, policier » no 348 (1954)
- La Panthère voit rouge, Éditions de l'Arabesque, coll. « Espionnage, action, policier » no 392 (1954)
- La Panthère rit jaune, Éditions de l'Arabesque, coll. « Espionnage, action, policier » no 417 (1954)
- Pas folle, la Panthère, Éditions de l'Arabesque, coll. « Espionnage, action, policier » no 427 (1954)
- La Panthère fait le gros dos, Éditions de l'Arabesque, coll. « Espionnage, action, policier » no 437 (1954)
- La Panthère rôde la nuit, Éditions de l'Arabesque, coll. « Espionnage, action, policier » no 447 (1954)
- La Panthère chez les fauves, Éditions de l'Arabesque, coll. « Espionnage, action, policier » no 458 (1954)
- La Panthère griffe le léopard, Éditions de l'Arabesque, coll. « Espionnage, action, policier » no 477 (1954)
- La Panthère à l'affût, Éditions de l'Arabesque, coll. « Espionnage, action, policier » no 491 (1954)
- La Panthère est folle, Éditions de l'Arabesque, coll. « Espionnage, action, policier » no 501 (1954)
- La Panthère traque le tigre, Éditions de l'Arabesque, coll. « Espionnage, action, policier » no 526 (1954)
- La Panthère sait nager, Éditions de l'Arabesque, coll. « Espionnage, action, policier » no 554 (1954)
- La Panthère lève le masque, Éditions de l'Arabesque, coll. « Espionnage, action, policier » no 563 (1954)
- Chasse à la Panthère, Éditions de l'Arabesque, coll. « Espionnage, action, policier » no 578 (1954)
- La Panthère fait le mort, Éditions de l'Arabesque, coll. « Espionnage, action, policier » no 599 (1954)
- La Panthère se venge, Éditions de l'Arabesque, coll. « Espionnage, action, policier » no 607 (1970)
- La Panthère sort ses griffes, Éditions de l'Arabesque, coll. « Espionnage, action, policier » no 611 (1970)
- La Panthère chasse à Londres, Éditions de l'Arabesque, coll. « Espionnage, action, policier » no 614 (1970)
- La Panthère fait patte de velours, Éditions de l'Arabesque, coll. « Espionnage, action, policier » no 617 (1970)
- La Panthère veut sa proie, Éditions de l'Arabesque, coll. « Espionnage, action, policier » no 620 (1970)
- La Panthère à l'affût, Euredif, coll. « Atmosphère » no 70 (1974)

#### SérieBelle
- Belle amoureuse, Eurédif, coll. « Aphrodite » no 64 (1972)
- Un adolescent pour Belle, Éditions du Phénix, coll. « Cupidon » no 41 (1974)  (ISBN 2-85235-042-4)
- Belle en enfer, Eurédif, coll. « Aphrodite » no 129 (1974)  (ISBN 2-7167-0319-1), réédition Eurédif, coll. « Belle » no 6 (1979)  (ISBN 2-7167-0319-1)
- Belle et l'Innocence, Eurédif, coll. « Aphrodite » no 135 (1974)  (ISBN 2-7167-0336-1), réédition Eurédif, coll. « Belle » no 8 (1979)  (ISBN 2-7167-0336-1)
- Belle fessée, Eurédif, coll. « Aphrodite » no 123 (1974)  (ISBN 2-7167-0298-5)
- Le Journal intime de Belle, Eurédif, coll. « Aphrodite » no 137 (1974)  (ISBN 2-7167-0342-6), réédition Eurédif, coll. « Orties blanches » no 10 (1979)  (ISBN 2-7167-0342-6)
- Belle travestie, Eurédif, coll. « Aphrodite classique » no 151 (1976)  (ISBN 2-7167-0378-7), réédition Eurédif, coll. « Belle » no 10 (1979)  (ISBN 2-7167-0378-7)
- Belle petite fille, Eurédif, coll. « Aphrodite classique » no 173 (1976)  (ISBN 2-7167-0427-9), réédition Eurédif, coll. « Orties blanches » no 12 (1979)  (ISBN 2-7167-0427-9)
- Ardente Belle, Eurédif, coll. « Aphrodite classique » no 175 (1977)  (ISBN 2-7167-0439-2)
- Chante, Belle, Eurédif, coll. « Aphrodite classique » no 181 (1977)  (ISBN 2-7167-0449-X)
- Un amour de Belle, Eurédif, coll. « Aphrodite classique » no 187 (1977)  (ISBN 2-7167-0466-X), réédition Eurédif, coll. « Orties blanches » no 14 (1979)  (ISBN 2-7167-0466-X)
- Belle et le Président, Eurédif, coll. « Aphrodite classique » no 197 (1977)  (ISBN 2-7167-0480-5)
- Belle espionne, Eurédif, coll. « Aphrodite classique » no 204 (1977)  (ISBN 2-7167-0497-X)
- Belle et brûlante, Eurédif, coll. « Aphrodite classique » no 207 (1977)  (ISBN 2-7167-0504-6)
- Belle violée, Eurédif, coll. « Aphrodite classique » no 217 (1977)  (ISBN 2-7167-0518-6)
- Belle et Xavière, Eurédif, coll. « Aphrodite classique » no 230 (1978)  (ISBN 2-7167-0547-X), réédition Eurédif, coll. « Orties blanches » no 16 (1979)  (ISBN 2-7167-0547-X)
- Belle ou la Profanation, Eurédif, coll. « Aphrodite classique » no 237 (1978)  (ISBN 2-7167-0559-3)
- Les Voyeurs de Belle, Eurédif, coll. « Aphrodite classique » no 244 (1978)  (ISBN 2-7167-0574-7)
- Un adolescent pour Belle, Eurédif, coll. « Aphrodite classique » no 252 (1978)  (ISBN 2-7167-0588-7)
- Du sang pour Belle, Eurédif, coll. « Aphrodite classique » no 260 (1978)  (ISBN 2-7167-0603-4)
- Belle au pensionnat, Eurédif, coll. « Orties blanches » no 1 (1979)  (ISBN 2-7167-0585-2)
- Belle à l'école, Eurédif, coll. « Orties blanches » no 3 (1979)  (ISBN 2-7167-0595-X)
- Belle entrouverte, Eurédif, coll. « Orties blanches » no 18 (1979)  (ISBN 2-7167-0704-9)
- Belle et Brice, Eurédif, coll. « Belle » no 1 (1979)  (ISBN 2-7167-0628-X)
- Belle possédée, Eurédif, coll. « Belle » no 2 (1979)  (ISBN 2-7167-0084-2)
- Les Plaisirs de Belle, Eurédif, coll. « Belle » no 3 (1979)  (ISBN 2-7167-0107-5)
- Les Mille et une nuits de Belle, Eurédif, coll. « Belle » no 4 (1979)  (ISBN 2-7167-0157-1)
- Belle au bois, Eurédif, coll. « Belle » no 5 (1979)  (ISBN 2-7167-0207-1)
- Belle s'instruit, Eurédif, coll. « Belle » no 6 (1979)  (ISBN 2-7167-0644-1)
- Belle à Bangkok, Eurédif, coll. « Belle » no 7 (1979)  (ISBN 2-7167-0679-4)
- Les Fantasmes de Belle, Eurédif, coll. « Belle » no 9 (1979)  (ISBN 2-7167-0694-8)
- Belle à Bali, Eurédif, coll. « Belle » no 11 (1980)  (ISBN 2-7167-0716-2)
- La Fleur de Belle, Eurédif, coll. « Belle » no 12 (1980)  (ISBN 2-7167-0723-5)
- Belle à Lesbos, Eurédif, coll. « Belle » no 13 (1980)  (ISBN 2-7167-0739-1)
- Belle en Écosse, Eurédif, coll. « Belle » no 14 (1980)  (ISBN 2-7167-0756-1)
- Belle dans l'île, Eurédif, coll. « Belle » no 15 (1980)  (ISBN 2-7167-0771-5)
- Belle en Inde, Eurédif, coll. « Belle » no 16 (1980)  (ISBN 2-7167-0788-X)
- Belle au Brésil, Eurédif, coll. « Belle » no 17 (1980)  (ISBN 2-7167-0801-0)
- Belle à Koweit, Eurédif, coll. « Belle » no 18 (1981)  (ISBN 2-7167-0815-0)
- Belle à Saint-Tropez, Eurédif, coll. « Belle » no 19 (1981)  (ISBN 2-7167-0830-4)
- Un prince charmant pour Belle, Eurédif, coll. « Belle » no 20 (1981)  (ISBN 2-7167-0842-8)
- Deux hommes pour Belle, Eurédif, coll. « Belle » no 21 (1981)  (ISBN 2-7167-0854-1)
- Belle adolescente, Eurédif, coll. « Belle » no 22 (1982)  (ISBN 2-7167-0870-3)
- Belle en sa tour, Eurédif, coll. « Belle » no 23 (1982)  (ISBN 2-7167-0885-1)
- Belle ou l'amour à trois, Eurédif, coll. « Belle » no 24 (1982)  (ISBN 2-7167-0923-8)
- Belle aux Antilles, Eurédif, coll. « Belle » no 25 (1982)  (ISBN 2-7167-0937-8)
- Belle et Blanche, Eurédif, coll. « Belle » no 26 (1982)  (ISBN 2-7167-0911-4)
- La Croisière de Belle, Eurédif, coll. « Belle » no 27 (1982)  (ISBN 2-7167-0912-2)
- Belle à Caracas, Eurédif, coll. « Belle » no 28 (1983)  (ISBN 2-7167-0959-9)
- Belle et le Gigolo, Eurédif, coll. « Belle » no 29 (1983)  (ISBN 2-7167-0975-0)
- Belle, agent secret, Eurédif, coll. « Belle » no 30 (1983)  (ISBN 2-7167-0991-2)
- Belle curieuse et perverse, Eurédif, coll. « Belle » no 30 (1983)  (ISBN 2-7167-1030-9)
- Belle dominatrice, Eurédif, coll. « Belle » no 31 (1983)  (ISBN 2-7167-1058-9)
- Les Vacances de Belle, Eurédif, coll. « Belle » no 33 (1983)  (ISBN 2-7167-1074-0)
- Le Sosie de Belle, Eurédif, coll. « Belle » no 34 (1984)  (ISBN 2-7167-1090-2)
- Belle au Yémen, Eurédif, coll. « Belle » no 35 (1984)  (ISBN 2-7167-1106-2)
- Belle au harem, Eurédif, coll. « Belle » no 36 (1984)  (ISBN 2-7167-1131-3)
- Belle odalisque, Eurédif, coll. « Belle » no 37 (1984)  (ISBN 2-7167-1184-4)
- Belle et l'Amant incomplet, Eurédif, coll. « Belle » no 38 (1984)  (ISBN 2-7167-1205-0)

#### SérieGwen
- Les Vengeances de Gwen, Eurédif, coll. « Une aventure de Gwen » no 1 (1982)  (ISBN 2-7167-0861-4)
- Gwen et les call-girls, Eurédif, coll. « Une aventure de Gwen » no 2 (1982)  (ISBN 2-7167-0897-5)
- Gwenn et les Jeunes Filles en fleur, Eurédif, coll. « Une aventure de Gwen » no 4  (1983)  (ISBN 2-7167-0967-X)
- Gwen chasse le Proxénète, Eurédif, coll. « Une aventure de Gwen » no 5 (1983)  (ISBN 2-7167-0998-X)
- Gwen et l'Amour maudit, Eurédif, coll. « Une aventure de Gwen » no 6 (1983)  (ISBN 2-7167-1066-X)
- Gwen face à la Mafia, Eurédif, coll. « Une aventure de Gwen » no 7 (1984)  (ISBN 2-7167-1098-8)
- Gwen et les Maîtres-chanteurs, Eurédif, coll. « Une aventure de Gwen » no 8 (1984)  (ISBN 2-7167-1145-3)
- Tue Gwen, tue !, Eurédif, coll. « Une aventure de Gwen » no 9 (1984)  (ISBN 2-7167-1217-4)

#### Autres romans
- Orgueilleuse Agnès, éditions des Remparts, coll. « Rêves bleus » n°46 (1962)
- J'ai épousé une actrice, éditions des Remparts, coll. « Rêves bleus » n°58 (1963)
- Son premier grand rôle, éditions des Remparts, coll. « Mirabelle » n°154 (1963)
- Miracle en Bresse, éditions des Remparts, coll. « Rêves bleus » n°90 (1964)
- L'Ombre d'Adrienne, éditions des Remparts, coll. « Rêves bleus » n°77 (1964)
- Bistouri au cœur, Eurédif, coll. « Toubib » no 1 (1972)
- Requiem pour un grand patron, Eurédif, coll. « Toubib » no 4 (1972)
- Le Médecin des lépreux, Eurédif, coll. « Toubib » no 16 (1973)
- Fleur de sang, Eurédif, coll. « Diane » no 12 (1974)  (ISBN 2-7167-0285-3)
- L'Abominable Interne, Eurédif, coll. « Toubib » no 26 (1974)
- L'Infirmière blanche, Éditions du Phénix, coll. « Toubib » no 40 (1975)  (ISBN 2-85235-076-9)
- Fleur des brigands, Eurédif, coll. « Diane » no 3 (1976)  (ISBN 2-7167-0361-2)
- Yo ou la Philosophie du supplice, Eurédif, coll. « Diane » no 38 (1976)  (ISBN 2-7167-0393-0)
- La Villa aux volets clos, Eurédif, coll. « Orties blanches » no 21 (1980)  (ISBN 2-7167-0721-9)
- La Courtisane, Presses de la Cité, coll. « Aphrodite » no 12 (1989)  (ISBN 2-258-03012-9)
- La Dévergondée, Presses de la Cité, coll. « Aphrodite » no 18 (1990)  (ISBN 2-285-00249-1)

#### Autres romans de littérature policière
- La Chair fraîche, Eurédif, coll. « Suspense poche » no 108 (1979)  (ISBN 2-7167-0666-2)
- Un crime au couvent, Fleuve noir, coll. « Les Drames de l'histoire » no 2 (1992)  (ISBN 2-265-04679-5)

### Autres ouvrages
- Le Village en flammes : histoire véridique de Pierre Vaux, instituteur et bagnard, Cêtre (1993)  (ISBN 2-87823-031-0)
- Par un doux matin d'avril, Éditions L'Harmattan, (1994)  (ISBN 2-7384-2869-X)
- Moi, Jean-Marie Vianney  : curé d'Ars, CLD (1995)  (ISBN 2-85443-262-2)
- Merveilleuse Thérésa : les folles amours de Madame Tallien, Pygmalion, coll. « Les Dames du lac » (1997)  (ISBN 2-85704-528-X)
- Les Roses de Malmaison, Pygmalion (1999)  (ISBN 2-85704-577-8)
- La Divine Princesse, Pygmalion (2000)  (ISBN 2-85704-623-5), réédition Éditions Libra diffusio (2001) (édition en gros caractères)  (ISBN 2-84492-030-6)
- La Peste Caroline : la petite sœur de Napoléon, Éditions Libra diffusio (2002) (édition en gros caractères)  (ISBN 2-84492-113-2)

### Ouvrages religieux pour la jeunesse
- On voyait Dieu dans ses yeux : "journal" d'Anne de Guigné, Éditions Pierre Téqui (1998)  (ISBN 2-7403-0547-8)
- Je ferai de toi mon ange : Guy de Fontgalland, Éditions Pierre Téqui (2001)  (ISBN 2-7403-0902-3)
- Sébastien, le saint percé de flèches, Éditions Pierre Téqui, coll. « Les Sentinelles » no 16 (2005)  (ISBN 2-7403-1206-7)
- Saint Ignace de Loyola : fondateur de la Compagnie de Jésus, Éditions Pierre Téqui, coll. « Les Saints du monde » (2006)  (ISBN 2-7403-1272-5)

## Sources
: document utilisé comme source pour la rédaction de cet article.
- Claude Mesplède (dir.), Dictionnaire des littératures policières, vol. 1 : A - I, Nantes, Joseph K, coll. « Temps noir », 2007, 1054 p. (ISBN 978-2-910-68644-4, OCLC 315873251), p. 403